# Festival de Dour
Le festival de Dour, ou Dour Festival, est un festival européen de genres musicaux alternatifs, indépendants, et multiculturels organisé par Dour Festival SA et Go Go Go! asbl, se déroulant chaque été en Belgique à Dour, près de Mons, durant 5 jours, sur le parc éolien de Dour, près de la frontière française en province de Hainaut.

## Histoire

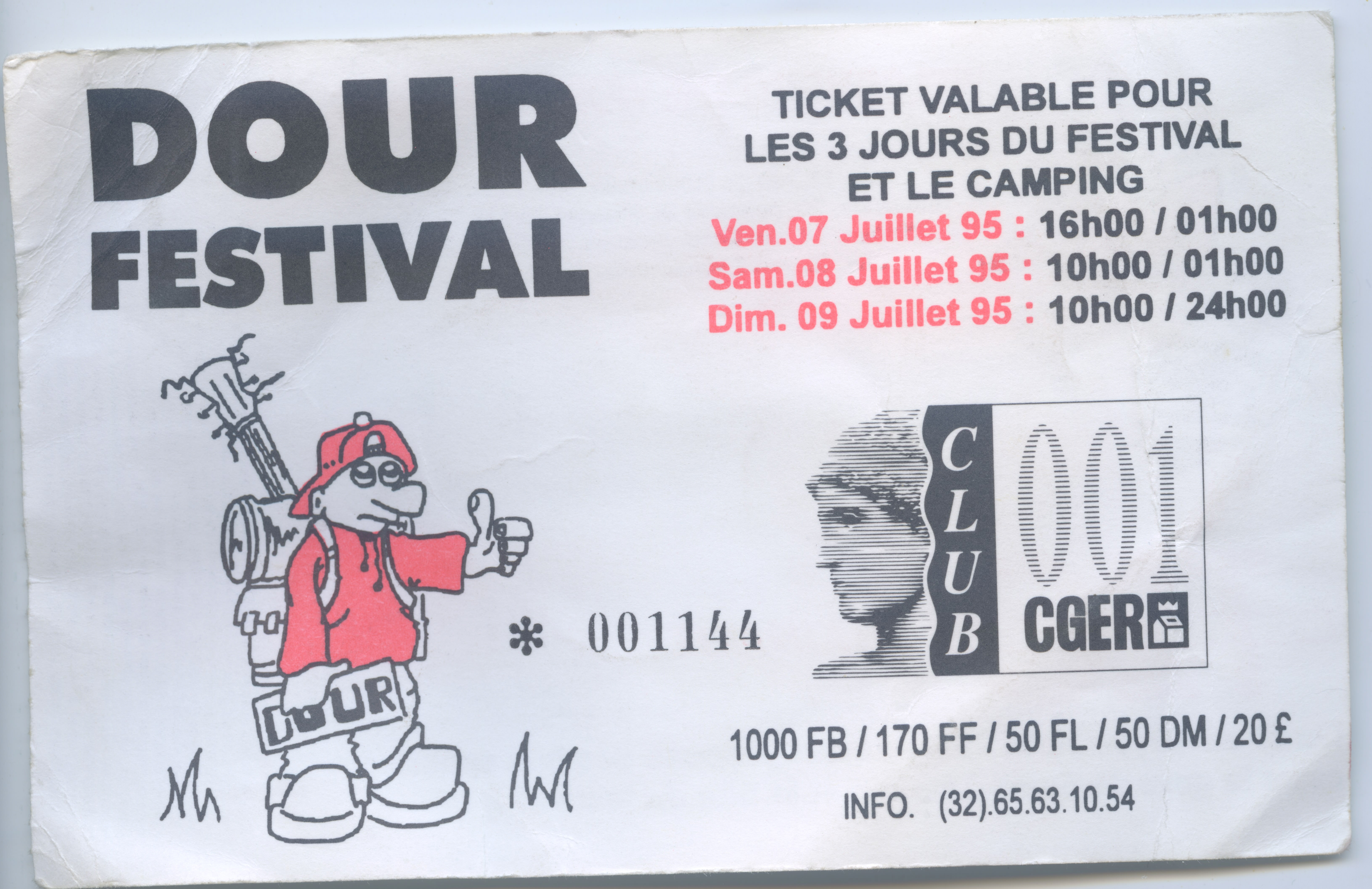
Ticket d'entrée pour le Festival de Dour (1995).

Dour est une commune francophone de Belgique, située en région wallonne, dans la province de Hainaut. Le Dour festival voit le jour en 1989 fondé par Carlo di Antonio et Marc de Fays. En 1994, le festival met un camping à disposition. 
Le Dour Festival accueille dans les années 2000 et 2010 un village associatif : espace d'information et de sensibilisation aux causes ancrées dans l'actualité que défendent les associations altermondialistes et les ONG telles que Oxfam, Service volontaire international, la FGTB, etc.
En 2010, le festival de Dour fut élu « meilleur festival d'Europe », face à ses concurrents d'Espagne, de Pologne, d'Allemagne, de Suisse et bien d'autres. En 2015, le festival atteint un record de fréquentation avec 228 000 festivaliers en cumulé sur les cinq jours. En 2019, le festival atteint un nouveau record avec 251 000 participants. Le festival de Dour est aujourd’hui le plus grand événement musical et touristique de Belgique francophone. À l'occasion de Mons 2015, le festival se déroule désormais sur cinq jours avec une soirée spéciale le mercredi. 270 artistes sont programmés sur un site occupant 100 hectares.
En 2020 et 2021, les éditions sont annulées à cause de la pandémie de Covid-19. En 2022 le festival est précédé d'un nouvel événement démarrant le lundi, le Dour CampFest avec des soundsystems et tournois. Le site passe de 120 à 170 hectares. En 2024, Live Nation Belgium entre dans le conseil d’administration du festival.

### Fréquentation
Dès 1993, le festival prend de l'ampleur et compte également de plus en plus de festivaliers venant d'autres pays européens.
En 2002, le cap des 100 000 festivaliers est franchi. 
En 2005, le festival est complet pour la première fois. En 2007, le festival affiche complet pour la première fois avant son ouverture. 
En 2011, plusieurs jours avant son ouverture, 144 000 billets sont déjà vendus, ce qui dépasse le record des années précédentes. Le festival a dû refuser 15 000 personnes par jour. Parmi ces festivaliers, 32 000 ont dormi au camping avec un record d'affluence de 23 000 personnes arrivées la veille de l'ouverture. Une étude du CRISP en 2015 fait part qu'à peine 5% des festivaliers assistent à plus de la moitié de la programmation et 40% des spectateurs en moyenne se déplacent pour un seul concert.
Dour est le leader des festivals en Communauté française de Belgique en termes de visiteurs.[réf. nécessaire]
| Années | Dates         | Festivaliers | Campeurs | Tarif concert + camping       |
| ------ | ------------- | ------------ | -------- | ----------------------------- |
| 1989   | 16 septembre  | 2 000        | x        | 10 €                          |
| 1991   |               | 1 500        | x        |                               |
| 1993   |               | 9 000        | x        |                               |
| 1994   |               | 9 000        |          |                               |
| 1995   | 7-9 juillet   |              |          | 25 €                          |
| 1996   |               | 50 000,      |          |                               |
| 1998   |               | 72 000       |          |                               |
| 2001   | 5-8 juillet   | 80 000       |          | 50 €                          |
| 2002   | 11-14 juillet | 100 000      | 18 500   | 55 €                          |
| 2004   |               | 120 000      |          |                               |
| 2006   |               | 136 000      | 28 000   |                               |
| 2007   | 12-15 juillet | 144 000      | 32 000   |                               |
| 2008   | 17-20 juillet | 144 000      | 32 000   | 85 €                          |
| 2009   | 16-19 juillet | 144 000      | 30 000   | 85 €                          |
| 2010   | 15-18 juillet |              |          | 93 €                          |
| 2011   | 14-17 juillet | 160 000      | 35 000   | 93 €                          |
| 2012   | 12-15 juillet | 148 000      | 32 000   | 100 €                         |
| 2013   | 18-21 juillet | 183 000      | 35 000   | 105 €                         |
| 2014   | 17-20 juillet | 195 000,     | 38 000   | 110 €                         |
| 2015   | 15-19 juillet | 228 000,     | 35 000   | 120 €                         |
| 2016   | 13-17 juillet | 235 000      |          | 150 €                         |
| 2017   | 12-16 juillet | 242 000      |          | 155 €                         |
| 2018   | 11-15 juillet | 228 000      | 40 000   | 150 €                         |
| 2019   | 10-14 juillet | 251 000      | 40 000   | 170 €                         |
| 2022   | 13-17 juillet | 223 000      |          | 240 € (195 € sans le camping) |
| 2023   | 12-16 juillet | 240 800      | 45 800   | 233 € (195 € sans le camping) |
| 2024   | 17-21 juillet | 221 920      |          | (225 € sans le camping)       |
| 2025   | 16-20 juillet | 226 580      |          | 263 € (215 € sans le camping) |

Les tarifs indiqués sont ceux des pass pour l'ensemble des concerts et du camping.
À partir d'au moins 2016 jusqu'en 2022 inclus, le camping fait partie du forfait. Le camping a cessé d'être inclus en 2023.

### Scènes et styles musicaux représentés

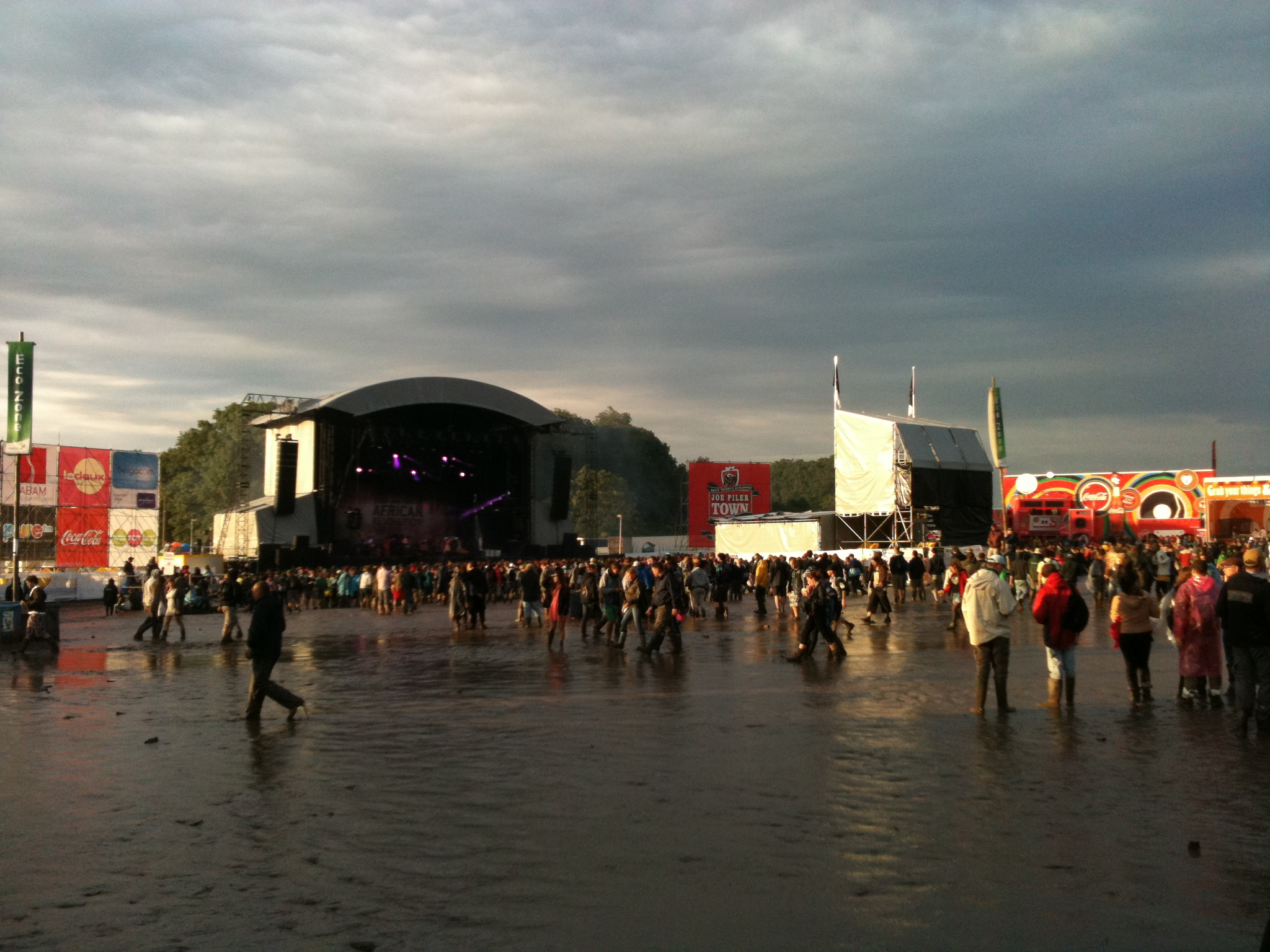
Édition 2012 dans la boue.

Chaque année le festival propose une programmation différente et internationale. Il est ouvert à tous les genres musicaux : pop, house, punk rock, punk hardcore, rock, post-rock, hip-hop, heavy metal, musique industrielle, drum and bass, electro, RnB, reggae, ska, noise, rock indépendant ou techno. Plus de 220 groupes et DJ se produisent sur huit scènes. Elles sont réparties sur le site (deux en plein air et cinq chapiteaux), aux sonorités et aspects propres à chacune d'entre elles. Celles-ci s'animent de 14h à 4h.
| Scènes                           | Capacité | Genre musical                                             | Année de création |
| -------------------------------- | -------- | --------------------------------------------------------- | ----------------- |
| The Last Arena                   | 20 000   | Généraliste                                               |                   |
| De Balzaal                       | 15 000   | Musique électronique                                      | 2011              |
| Boombox                          | 9 000    | Hip-hop, Soul, RnB, Turntablism, Dub                      |                   |
| La Petite maison dans la prairie | 8 500    | Musique indie, sonorités innovantes et musiques de demain | ≤ 2002            |
| Le Labo                          | 3 000    | Musiques expérimentales, généraliste                      | 2015              |
| Dub Corner                       | 2 000    | Dub                                                       | 2013              |
| Le Garage                        | 1 000    | Rock, metal, garage, punk                                 | 2023              |
| Rockamadour                      | 300      | Artistes locaux, collectifs, dj sets                      |                   |

Jusqu'en 1993, le festival compte 1 scène. En 1994, le Dour compte 32 groupes sur 3 scènes. En 1996, une scène électro, en partenariat avec le Fuse fait son apparition.
En 2013 et 2014, le festival compte huit scènes. En 2022, pour la première fois, le festival ne programme pas de métal.
Anciennes scènes :
- La Chaufferie, scène sous chapiteau inaugurée en 2022 pour cette seule édition et consacrée aux musiques électroniques avec une jauge de 7 500 spectateurs[58].
- Cannibale Stage qui avait disparu dans les années 2000[59], avait fait son retour en 2011 et était consacrée au métal, hardcore et punk[31].
- Caverne qui remplace la Cannibale Stage en 2017 et s'élargit avec de la musique garage et "explore une version plus large du rock dur"[57].
- Jupiler X Marquee qui disparaît en 2014 et laisse place à la scène Terril.
- Terril, apparue en 2014.
- Cubanisto Dancing, apparue en 2016 et consacrée aux artistes émergents de la musique électronique[14].
- The Red Frequency Stage, scène en plein air dans les années 2000[23] consacrée au hip hop et au ska[54].
- Cannibal Blue Stage, scène en plein air dans les années 2000[23].
- Breezer Shaker, chapiteau dans les années 2000[23].
- Magic tent, chapiteau dans les années 2000[23] destiné aux "jeunes pousses belges"[54].
- La Marmite, scène équivalente de la Magic Tent pour les artistes français[54].
- Bastard Mix Club, scène dans les années 2000 consacrée aux rythmes techno[54].
- Eastpack Core Stage, dans les années 2000[60].

### Budget
En 2006, le budget est de 2 millions d'euros dont 900 000 pour la programmation. En 2008, le festival est subventionné de 120 000 euros sur un budget de 4 millions.
En 2010, il est de 3 millions d'euros, le tiers de ce chiffre étant réservé à la programmation. 
En 2015, le festival reçoit la subvention de la Fédération Wallonie-Bruxelles à hauteur de 100 000€ et le budget est de 4 millions d'euros. En 2017, le budget consacré à la programmation est estimé entre 2 et 2,5 millions d'euros. En 2018, le budget est de 13 millions d'euros.

### Programmation

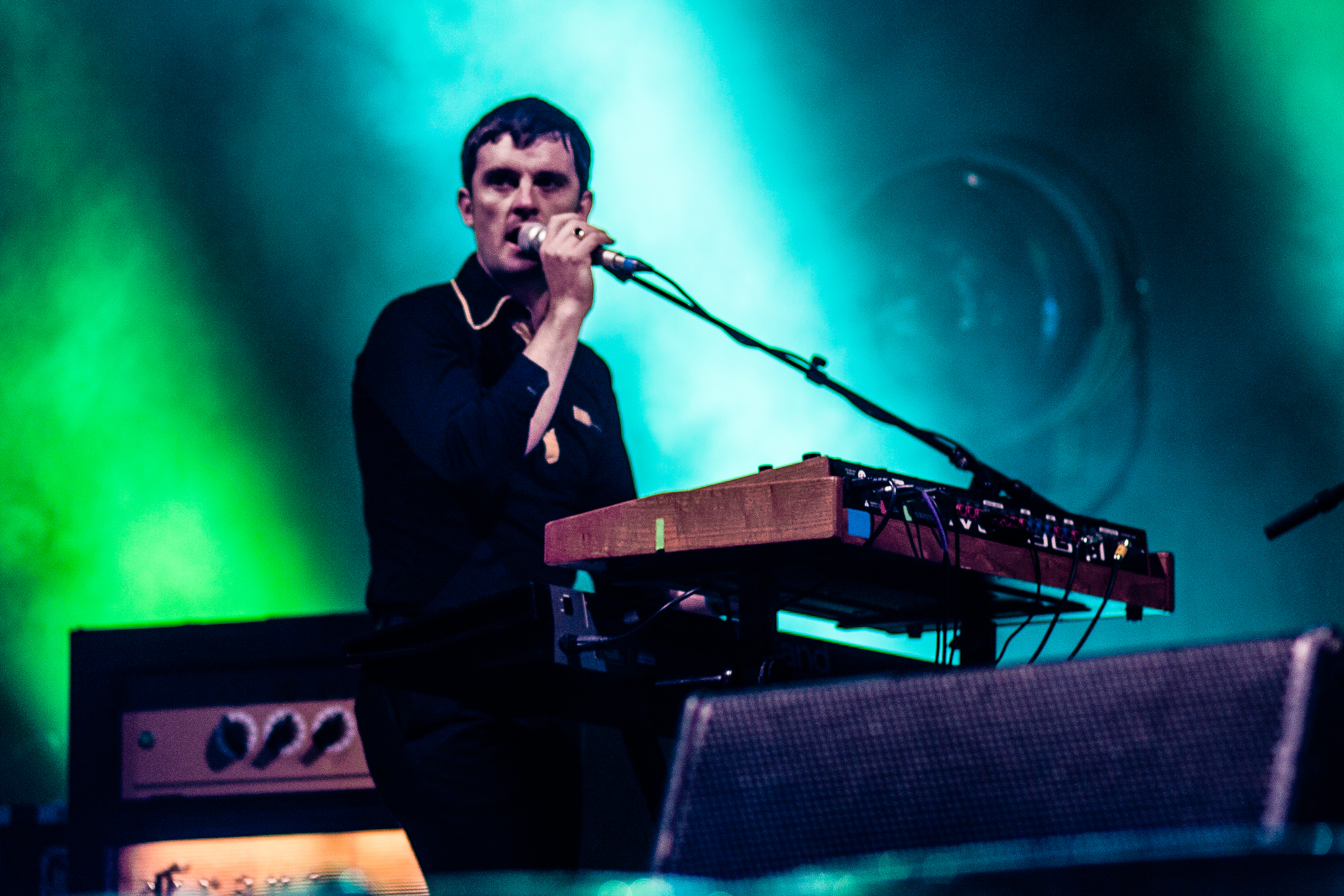
Franz Ferdinand, Dour 2012

En 2018, les concerts les plus attendus sont ceux de alt-J, Angèle, Amelie Lens, Polo & Pan, Paul Kalkbrenner, Beth Ditto, Joey Badass, Booba, Lomepal, Daniel Avery, The Chemical Brothers, Nils Frahm, Tyler, The Creator, Nekfeu, MHD, Mura Masa et Fakear. En 2019, figurent parmi les têtes d'affiche Cypress Hill, Damso, Richie Hawtin et Vince Staples.
En 2022, on trouve notamment en têtes d'affiche Vald, Niska, Laylow, Angèle et Flume. En 2023, la scène principale du festival accueille notamment Lomepal, Damso, Orelsan, dEUS, Phoenix, Paul Kalkbrenner, The Blaze et Aphex Twin. En 2024, Justice, Amelie Lens, Aminé, Ice Spice, Kaaris, SCH, The Libertines, Sick of It All et Zaho de Sagazan  comptent parmi les têtes d'affiche du festival.

### Partenaires
Le festival de Dour possède de nombreux  partenaires, tels que des partenaires institutionnels : Fédération Wallonie-Bruxelles culture, avec le soutien de la Wallonie, Service public de Wallonie, et bien d'autres. Mais aussi un partenaire média comme Proximus. Le festival compte aussi la participation de Coca Cola, Jupiler, Win for Life, Hello Bank! et Red Bull comme sponsors.

### Kids festival
Le Kids festival est un festival, d'une journée, organisé pour les enfants quelques jours avant Le festival de Dour. Il voit le jour en 2005 avec notamment la participation de Jenifer, Kinito, Wallen, Willy Denzey, et Papi Sánchez.
En 2006, Amel Bent et M. Pokora. En 2007, le Kids festival change de nom et prend celui du Festival des trois terrils. Pascal Obispo et Michaël Youn sont en tête d'affiche. En 2008, le festival est annulé, Christophe Maé ayant annulé sa venue. En 2009, le festival reprend, avec cette fois ci en tête d'affiche Raphael. Le festival devait se faire une année sur deux mais faute de moyens, le festival n'aura plus lieu.

### Bruxelles mon amour
En 2016, une soirée de retrouvailles avec la communauté des festivaliers de Dour est organisée à Bruxelles, le 29 octobre, pour retrouver l’ambiance des nuits du festival. Y étaient programmés une dizaine de DJ sur deux scènes dont Carl Craig, Apollonia, Jackmaster, N'to, Pional, Pierre, Cleveland, Amelie Lens et Weval. 

### Enregistrement
Caballero & JeanJass avec Roméo Elvis - Vrai ou Faux (clip)

### Documentaire
Vincent Philippart - From Toilets to Stages